# Kill the Void
Kill the Void (aussi abrégé KTV) est un groupe de musique électronique français, originaire de Paris. Il est formé en 2021 et composé de Ella Hox et Ash Oskyler. Leur style musical est catégorisé hard dance et techno punk. 

## Histoire
Ella et Ash se sont rencontrés en 2017. Ash, réalisateur et compositeur, commence à produire de la musique vers 2011. Ella est une mannequin et actrice française en agence sur Paris. C'est lors d'une rencontre sur le tournage d'un film d'horreur que les deux artistes ont décidés d'unir leurs goûts artistiques pour donner vie à un projet musical mélangeant l'art punk, la techno et le cinéma d'horreur. Le premier EP du duo, Cult of Tau, sort en juillet 2021 sur le label anglais Dance Trax. Leur titre Cult of Tau sera ensuite remixé par The Hacker & Miss Kittin lors d'un podcast sur Radio France . Plusieurs de leurs podcasts passent sur les ondes radios comme Tsugi radio, Rinse ou encore Radio FG et leur web radio Maxximum. Leur second EP, Future Revolution, sorti en Juillet 2022 détermine leur penchant analogique dans leur production. Après plusieurs mois de préparation, c'est en 2023 que le duo décide de se produire en live pour la première fois en France à Montpellier. Le duo se fait repérer par plusieurs agents d'artistes et promoteurs de la scène techno concluant une tournée un peu partout en Europe mais leur style est encore trop tranché et n'entre pas immédiatement dans les codes des agents, c'est d'ailleurs un sujet que les deux artistes n'hésitent pas à aborder sur leurs réseaux sociaux. Le 13 Octobre 2023, le duo sort sont troisième EP Suck Your Idols qui marquera un changement dans leur carrière avec le titre Fuckin Freak dépassant leur records d'écoute, avec notamment un classement pendant plusieurs semaines dans le top 100 de la plateforme Beatport. Leur style anticonformiste se confirme.
En mai 2024, Ella et Ash sortent leur quatrième EP Vampire Queen. Une sortie qui détermine les intentions vocales des deux compositeurs à travers des morceaux comme She Devil ou Vampire Queen, se rapprochant de la Hard Techno mais dans leur propre univers Punk. Le duo participe ensuite à la New-York Fashion-Week en septembre 2024 invités par plusieurs créateurs. C'est durant ce voyage que les deux artistes annoncent à leurs fans directement sur leurs réseaux sociaux leur cinquième EP Call the Asylum, sortie prévue pour le 15 novembre, avec une couverture réalisé par le photographe New-Yorkais Michael Creagh ainsi qu'une interview pour le magazine de mode Italien Nasty.
Kill the Void a joué ses sets live à l'international dans différents festivals et clubs, de l'Audiodrome à Turin en passant par le Cabaret Aléatoire à Marseille, c'est en 2024 qu'Ella et Ash se produisent sur plusieurs festivals dont Galatekna à Montpellier, le Nuit Libre festival à Lille ou encore le Sensor Festival en Colombie. 

## Style musical et influences

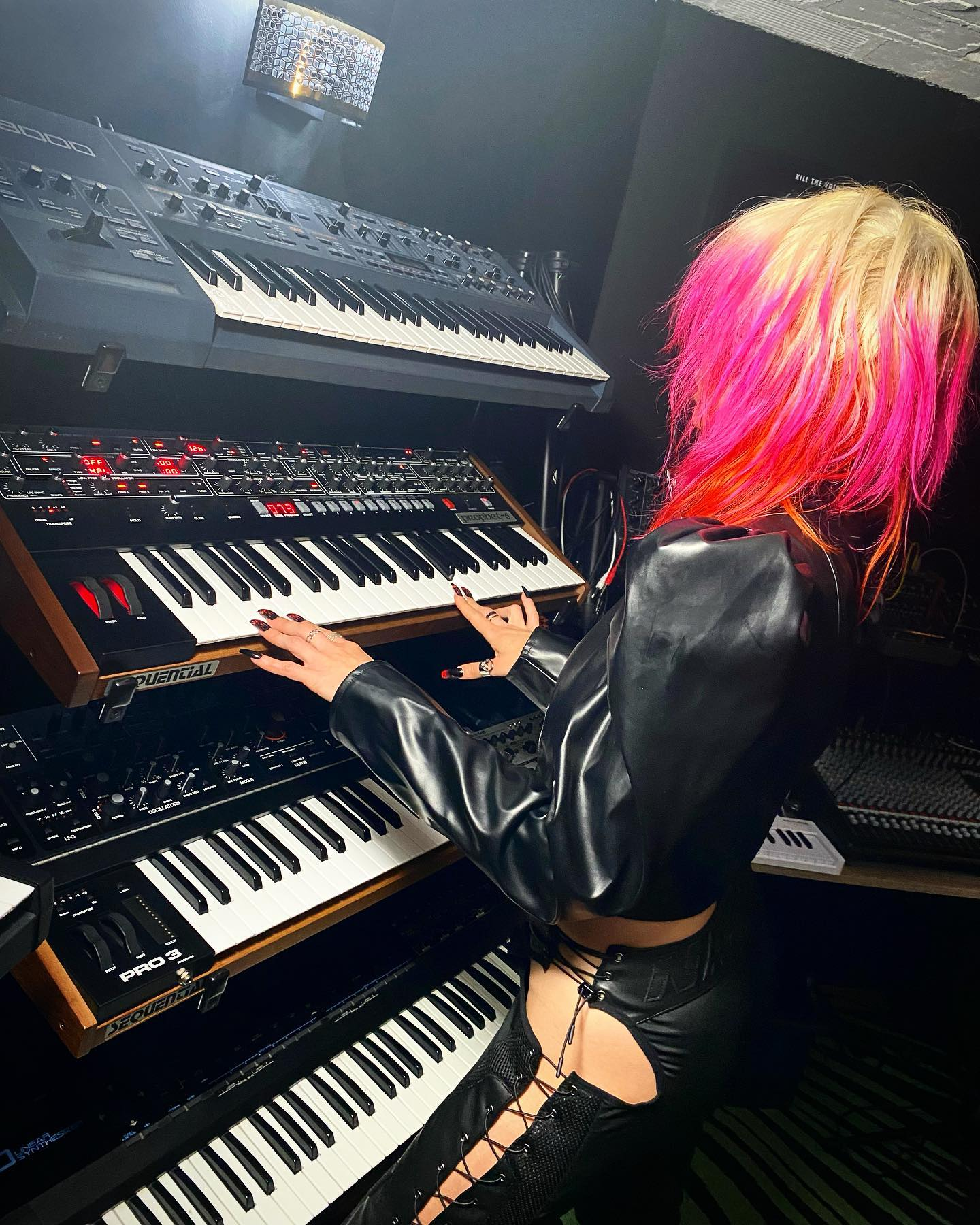
Le duo Kill the Void utilise de nombreux synthétiseurs analogiques comme le Sequential Prophet 6, le Pro 3 ou encore le Moog Grand Mother pour composer leurs morceaux.

Adrien Bertoni du magazine DJ Mag décrit une musique hybride, entre techno, EBM ou post punk, qui tient ses influences aussi bien du côté de Justice que du groupe de métal Combichrist ou du compositeur Vangelis. Alice Teeple du magazine Post-Punk décrit leur style musical Techno-Punk qui tisse sa danse de l'EBM au hair metal et au post-punk.
Leur style qui a évolué au fil du temps mélange très clairement les genres de la techno, de la Hard Techno, la Hard Dance ou encore parfois de la Frenchcore.  Mais leur style est initialement influencé par le punk et l'electroclash ou encore la French Touch et les groupes Justice, Daft Punk ou encore The Prodigy sont une source d'inspiration dans leur production mais également sur scène . Le duo qualifie lui-même son genre de Techno Punk Kids sur ses réseaux sociaux. Leur musique est multilingue, avec de nombreux titres en anglais, le duo peut également présenter des textes en français. La voix sulfureuse d'Ella est un élément de style et un signe distinctif pour le duo.
Les textes abordent souvent des thèmes sociaux avec un penchant pour l'univers occulte. Les films d'horreur constituent une source d'inspiration importante pour leur musique et notamment des films reprenant les récits d'auteurs comme Lovecraft ou encore les oeuvres de H.R Giger qui ont une forte influence dans leurs créations et leur vision du monde. 

## Discographie

### EP
- 2021 : Cult of Tau
- 2022 : Future Revolution
- 2023 : Suck Your Idols
- 2024 : Vampire Queen
- 2024 : Call the Asylum

### Singles
- 2021 : Chariot Of Love
- 2021 : Cult of Tau (Assembler Code Remix)
- 2022 : Vehement
- 2023 : Fuckin Freak
- 2024 : Vampire Queen

### Remixes
- 2021 : Cult of Tau de Assembler Code